# Cronemia
Cronemia (do inglês Chronemics) é o estudo do papel do tempo na comunicação. É uma das várias subcategorias da Comunicação não verbal, tais como: a Comunicação proxêmica (uso do espaço) e a Linguagem corporal (gestos e posturas).

## Definição
Cronemia é um termo utilizado pelo professor e pesquisador da universidade de Radford nos Estados Unidos, Dr. Thomas J. Bruneau, para definir a função do tempo na comunicação humana.

Segundo Bruneau, cronemia envolve o estudo da comunicação e como isso se relaciona de forma integrada e interdependente dos níveis de experiência-tempo (Tempo biológico ou Relógio biológico; tempo psicológico; tempo perceptivo e etc) .

Nesse estudo é observado como os indivíduos percebem, organizam e usam o tempo na comunicação. Dessa forma, cronemia é a reação de um indivíduo às condições existentes relacionadas ao tempo, e como ele se comporta diante delas. Algumas das condições podem estar relacionadas ao ambiente de trabalho, como prazos; ou outros fatores particulares, como a velocidade da fala ou quanto tempo as pessoas estão dispostas a ouvir.  

A comunicação multicultural apresenta variáveis de tempo diferentes diante de uma mesma situação, como, por exemplo, um acordo comercial entre empresas. Parte-se do princípio que os indivíduos têm culturas diferentes, e, portanto, a forma de como eles reagem ao tempo dentro dessa situação é diferente. 
Dentro do estudo da cronemia existem dois tipos de orientações sobre o tempo: monocrônico e policrônico.

### Monocrônico
A orientação sobre o tempo Monocrônico dentro do estudo da Cronemia significa que o indivíduo interage sobre o tempo de forma contínua, organizando tarefas e executando-as uma de cada vez. Sobre esse conceito a reação humana sobre o tempo age de forma organizada, agendada e gerenciada pelo indivíduo 
De acordo com o antropólogo estadunidense Edward T. Hall, as pessoas podem ser Monocrônicas ou Policrônicas e isso é influenciado de acordo com o ambiente ou cultura que vive. Hall acredita ser desconfortável para pessoas Monocrônicas fazerem mais de uma tarefa ao mesmo tempo, enquanto pessoas Policrônicas são capazes de executar várias atividades em um mesmo período de tempo.
No ambiente organizacional ser Monocrônico diz respeito a forma linear que o ser humano tem de fazer determinada tarefa ou exercer determinada função. Esses indivíduos concentram-se no trabalho e assumem responsabilidades sempre cumprindo regras, prazos e agendas de forma linear e cronológica.

### Policrônico
A orientação sobre o tempo policrônico segundo Lombardi e Hanashiro, se dá com a reação do indivíduo ao utilizar um período de tempo para realizar várias coisas simultaneamente. Um exemplo de comportamento policrônico é: anotar recados e mexer em planilhas enquanto ao telefone. 
A policronicidade é a extensão na qual as pessoas preferem ser engajadas em duas ou mais tarefas ou eventos simultaneamente e acreditam que sua preferência é o melhor meio de fazer coisas. 
O policronismo considera como mais importante a relação entre as pessoas e a conclusão de inter-relações contra a conclusão do cronograma. Atividades marcadas, e com tempo definido não são levadas tão seriamente, costumam haver atrasos ou excedem o tempo reservado a elas. As pessoas de cultura policrônica estão sempre interagindo com diversas pessoas ao mesmo tempo e, por isso, atender a cronogramas rígidos se torna difícil.
Sob a visão do ambiente organizacional, a policronicidade pode influenciar a forma com que os indivíduos produzem resultados. Essa influência pode ser traduzida na relação entre os líderes e subordinados, nos processos de tomada de decisão, nos processos de desenvolvimento das atividades, como também em todas as áreas de uma organização que podem ter diferentes formas de organizar as atividades em função do tempo. 
| Diferenças no perfil de pessoas monocrônicas e policrônicas | Diferenças no perfil de pessoas monocrônicas e policrônicas |
| ----------------------------------------------------------- | ----------------------------------------------------------- |
| Pessoas monocrônicas                                        | Pessoas policrônicas                                        |
| Valorizam a organização das atividades                      | Não valorizam tanto a organização das atividades            |
| São auto gerenciáveis                                       | Precisam de uma liderança                                   |
| Buscam cumprir prazos                                       | Não se importam tando com prazos                            |
| Realizam uma tarefa por vez                                 | Realizam várias tarefas simultaneamente                     |
| Focam mais no profissional que no social                    | Priorizam as relações sociais ante as profissionais         |

## Ver Também
- Comunicação
- Comunicação não verbal
- Comunicação verbal